# Cihua (köpinghuvudort i Kina, Jiangxi Sheng, lat 28,01, long 114,03)
Cihua är en köpinghuvudort i Kina. Den ligger i provinsen Jiangxi, i den sydöstra delen av landet, omkring 200 kilometer väster om provinshuvudstaden Nanchang. Antalet invånare är 66 451. Befolkningen består av 32 926 kvinnor och 33 525 män. Barn under 15 år utgör 31 %, vuxna 15-64 år 61 %, och äldre över 65 år 7,0 %.
Runt Cihua är det tätbefolkat, med 343 invånare per kvadratkilometer. Cihua är det största samhället i trakten. I omgivningarna runt Cihua växer i huvudsak blandskog.
Genomsnittlig årsnederbörd är 2 270 millimeter. Den regnigaste månaden är maj, med i genomsnitt 375 mm nederbörd, och den torraste är oktober, med 33 mm nederbörd.